# グリオキシル酸デヒドロゲナーゼ (アシル化)
グリオキシル酸デヒドロゲナーゼ (アシル化)（glyoxylate dehydrogenase (acylating)）は、次の化学反応を触媒する酸化還元酵素である。
グリオキシル酸 + CoA + NADP+ {\displaystyle \rightleftharpoons } オキサリルCoA + NADPH + H+
反応式の通り、この酵素の基質はグリオキシル酸とNADP+、生成物はオキサリルCoAとNADPHとH+である。
組織名はglyoxylate:NADP+ oxidoreductase (CoA-oxalylating)である。